# Tanja Rinker
Tanja Rinker (* 1976 in Tübingen) ist eine deutsche Sprachwissenschaftlerin und Professorin. Seit April 2019 ist sie Inhaberin der Professur Deutsch als Fremdsprache/Didaktik des Deutschen als Zweitsprache an der Katholischen Universität Eichstätt-Ingolstadt.

## Werdegang
Tanja Rinker wurde 1976 in Tübingen geboren. Nach dem Abitur am Kepler-Gymnasium in Tübingen studierte Rinker ab 1995 zunächst Humanmedizin in München. Ab 1996 studierte sie Deutsch und Englisch auf Lehramt Gymnasium. Nach einem weiteren Jahr folgte der Wechsel an die Universität Freiburg, dort erhielt Rinker 2001 den Magister in der Deutschen und Englischen Philologie mit dem Schwerpunkt Klinische Linguistik/Neurolinguistik.
Von August 1999 bis Juni 2000 studierte Rinker am Department of Communication Disorders / American Studies an der University of Massachusetts in Amherst, USA. Hierfür erhielt sie ein DAAD-Stipendium sowie das Max-Kade-Kontakt-Stipendium der Universität Freiburg. Im Anschluss absolvierte Rinker ein Praktikum im Senat der Vereinigten Staaten bei Senator Paul D. Wellstone.
Nach ihrem Magisterstudium war Rinker zunächst Lektorin für Deutsch als Fremdsprache am Pomona College, CA, USA (German Department / Oldenborg Center for Modern Languages and International Affairs) und schloss 2007 die Promotion in Sprachwissenschaft des Deutschen an der Universität Freiburg mit dem Thema neuronale Grundlagen kindlicher Sprachentwicklungsstörungen ab. Im Jahr 2004 verbrachte Rinker einen zweimonatigen Forschungsaufenthalt am Department of Speech and Hearing Sciences am Graduate Center der City University New York. Hierfür erhielt sie ein DAAD-Kurzstipendium für Doktoranden. Während ihrer Promotion absolvierte Rinker ebenfalls das Staatsexamen Deutsch und Englisch auf Lehramt an der Universität Freiburg.  
2017 folgte die Habilitation an der Universität Tübingen.
Nach der Promotion erhielt Tanja Rinker von 2006 bis 2009 eine Stelle als Wissenschaftliche Mitarbeiterin am Transferzentrum für Neurowissenschaften und Lernen (ZNL) am Universitätsklinikum Ulm und war parallel in der Phoniatrie/Pädaudiologie der HNO-Klinik des Universitätsklinikum Ulm tätig.
Von 2009 bis 2017 hat sie ein Fellowship am Zukunftskolleg/Fachbereich Sprachwissenschaft der Universität Konstanz bekommen. In Konstanz hat sie 2004 gemeinsam mit Janet Grijzenhout das Zentrum für Mehrsprachigkeit gegründet, dessen Direktorin sie bis 2019 war. Von 2015 bis 2016 hat sie die W3-Professur für Allgemeine und Anglistische Sprachwissenschaft an der Uni Konstanz vertreten. Dort leitete sie das Projekt Bildungssprache fördern: neue Perspektiven im Fachunterricht mit Deutsch als Zweitsprache (DaZ).
Von 2017 bis 2019 hatte Tanja Rinker eine Akademische Ratsstelle für Sprachwissenschaft/Sprachdidaktik des Deutschen an der Universität Tübingen inne. Gemeinsam mit ihrer Kollegin Doreen Bryant hat sie 2018 ein Mehrsprachigkeitszentrum in Tübingen (MiT) gegründet.
Seit 2019 ist sie Inhaberin der W2-Professur für Deutsch als Fremdsprache/Didaktik des Deutschen als Zweitsprache an der Katholischen Universität Eichstätt-Ingolstadt.

## Forschung
Ihr Forschungsschwerpunkt ist die Mehrsprachigkeit. Dazu zählen:
- Zwei- und mehrsprachige Sprachentwicklung und ihre neurophysiologischen Korrelate
- Sprachförderung und Sprachdiagnostik bei mehrsprachigen Kindern
- Sprachentwicklungsstörungen und Mehrsprachigkeit
- Einstellungen von Lehramtsstudierenden / Lehrkräften in Bezug auf Mehrsprachigkeit

## Publikationen

### Promotion
- Auditory processing in children with Specific Language Impairment (SLI): An electrophysiological study.

### Habilitation
- Erwerbs- und Verarbeitungsprozesse in der Zweitsprache Deutsch.

### Auswahl
- N. Budde-Spengler, S. Sachse, T. Rinker: The relationship between input factors and early lexical knowledge in Turkish-German children. In: International Journal of Bilingual Education and Bilingualism. 2018. doi:10.1080/13670050.2018.1543647
- C. Kochler, E. Schulz, T. Rinker (Hrsg.): Sprache interdisziplinär – Arbeiten zur kognitiven Linguistik, Neurolinguistik und Neuropsychologie. Michael Schecker zum 70. Geburtstag. Lang, Frankfurt am Main 2017.
- E. Haman, M. Łuniewska, P. Hansen, H. G. Simonsen, S. Chiat, J. Bjekić, A. Blažienė, …. T. Rinker, … S. Armon-Lotem: Noun and verb knowledge in monolingual preschool children across 17 languages: data from Cross-linguistic Lexical Tasks (CLTs). In: Clinical Linguistics and Phonetics. Band 31, Nr. 5, 2017, S. 1–26.
- T. Rinker, V. Shafer, M. Kiefer, N. Vidal, Y. Yu: T-complex measures in bilingual Spanish-English and Turkish-German children and monolingual peers. In: PLoS ONE. 2017. doi:10.1371/journal.pone.0171992
- M. Stolarova, A. Brielmann, C. Wolf, T. Rinker, T. Burke, R. H. Baayen: Early vocabulary in relation to gender, bilingualism, type and duration of childcare. In: Advances in Cognitive Psychology. Band 12, 2016, S. 130–144.
- C. O’Toole, D. Gatt, T. Hickey, A. Miekisz, E. Haman, C. dos Santos, S. Kern, T. Rinker, O. Ohana, S. Armon-Lotem: Parent report of early lexical production in bilingual children across varied contexts: A CDI-study. In: International Journal of Bilingual Education and Bilingualism. Special Issue: Risk and Protective Environmental Factors for Early Bilingual Language Acquisition. Band 20, Nr. 2, 2017, S. 124–145.
- T. Rinker, N. Budde-Spengler, S. Sachse: The relationship between L1 and L2 lexical development in young Turkish-German children. In: Risk and Protective Environmental Factors for Early Bilingual Language Acquisition. (= International Journal of Bilingual Education and Bilingualism. Special). 2018. doi:10.1080/13670050.2018.1543647
- M. Łuniewska, E. Haman, S. Armon-Lotem, B. Etenkowski, F. Southwood, D. Anđelković, E. Blom, ..... T. Rinker, ...... Ö. Ünal-Logacev: Ratings of age of acquisition of 299 words across 25 languages. Is there a cross-linguistic order of words? In: Behavior Research Methods. Band 48, Nr. 3, 2016, S. 1154–1177.

### Diagnostische Materialien
Sachse, S., Budde-Spengler, N. & Rinker, T.  (2016). Türkischsprachiges Instrument zur frühen Wortschatzerfassung – Türkce Ifade ve Lisan Dizelges araştırması TILDA. [CDI-like instrument for the assessment of early Turkish lexical skills in Turkish children in Germany]. Heidelberg / Konstanz.